# 羅斯芒特坎普 (亞利桑那州)
羅斯芒特坎普（英語：Rosemont Camp）是位於美國亞利桑那州皮馬縣的一個非建制地區。該地的面積和人口皆未知。

## 地理
羅斯芒特坎普的座標為31°49′30″N 110°44′05″W / 31.82500°N 110.73472°W，而該地的平均海拔高度為1482米（即4862英尺）。